# 工藤遥加
工藤 遥加（くどう はるか、1992年11月18日 - ）は、埼玉県所沢市出身の日本の女子プロゴルファーである。所属は加賀電子。実父は元プロ野球選手・指導者で元福岡ソフトバンクホークス監督の工藤公康、実兄は俳優の工藤阿須加。自身は長女で、下に妹2人と弟1人がいる。

## 来歴
ゴルフの強豪である東北高等学校に進学したが、より多くラウンドをこなすため通信制の日出高等学校に転校。佐倉市で祖母と2人暮らしをしながら、電車やバスを乗り継いで練習場や試合会場へ向かう生活を送った。
2010年の「ゆめ半島千葉国体」（ゴルフ競技女子団体）に葭葉ルミ、成田美寿々と共に千葉県代表として出場し、団体戦で4位となった。
高校卒業後の2011年日本女子プロゴルフ協会（LPGA）最終プロテストに進出、最終日に66とスコアを伸ばして通算1オーバーの9位タイとなり初挑戦で合格。同年ツアー外競技の「LPGA新人戦 加賀電子カップ」で優勝。
QTランキング35位で迎えた2014年は「サントリーレディスオープンゴルフトーナメント」5位タイ等があり、年間獲得賞金ランキングで自己最高位となる53位となった。
2018年から早稲田大学人間科学部eスクール（通信制）に入学。同年11月に台湾女子プロゴルフ協会（TLPGA）のQTに出場し9位で通過した。
プロ15年目の2025年、シーズン3戦目では主催者推薦枠で出場した「アクサレディスゴルフトーナメント」最終日にて首位から1打差の3位でスタートし、この日-5アンダーで回って悲願のプロ初優勝を果たした。そしてこの優勝はJLPGAにプロとして登録されてから4,991日目での初勝利でもあり、これは鬼沢信子の7,242日に次ぐ歴代2位の遅咲き初勝利ともなった。

## トーナメント成績

### ツアー優勝

#### JLPGAツアー（1）
| No. | Date             | Tournament               | スコア              | 2位との差 | 2位（タイ） |
| --- | ---------------- | ------------------------ | ------------------- | --------- | ----------- |
| 1   | 2025年3月28-30日 | アクサレディスinMIYAZAKI | −10（69-70-67=206） | 2打差     | 小祝さくら  |